# Николаевка (Долгоруковский район)
Никола́евка — деревня Веселовского сельского поселения Долгоруковского района Липецкой области.

## География
Деревня Николаевка находится в юго-западной части Долгоруковского района, в 20 км к западу от райцентра Долгоруково. Располагается на правом берегу реки Олым.

## История
Николаевка основана не позднее середины XIX века. Впервые упоминаются в «Списке населённых мест» Орловской губернии 1866 года как «сельцо владельческое Николаевка при реке Олыме, 30 дворов, 417 жителей». Название по имени или фамилии владельца.
Отмечается в переписи населения СССР 1926 года — 79 дворов, 459 жителей. В 1932 году — 406 жителей.
В годы Великой Отечественной войны Николаевка была временно оккупирована гитлеровцами. 
Так, 30 ноября 1941 года подразделения 45-й пехотной дивизии вермахта, форсировали реку Олым и заняли несколько рядом расположенных селений: Русскую Казинку, Николаевку, Веселую. 
10 декабря 1941 года, в ходе Елецкой наступательной операции бойцами 6-й дивизии Красной армии была освобождена.
С 1928 года в составе Долгоруковского района Елецкого округа Центрально-Чернозёмной области. После разделения ЦЧО в 1934 году Долгоруковский район вошёл в состав Воронежской, в 1935 — Курской, а в 1939 году — Орловской области. С 6 января 1954 года в составе Долгоруковского района Липецкой области.

## Население
| 2010 |
| ---- |
| 35   |

## Транспорт
Грунтовыми дорогами связана с деревней Заречная и селом Круглое Орловской области.